# Hermann Torggler

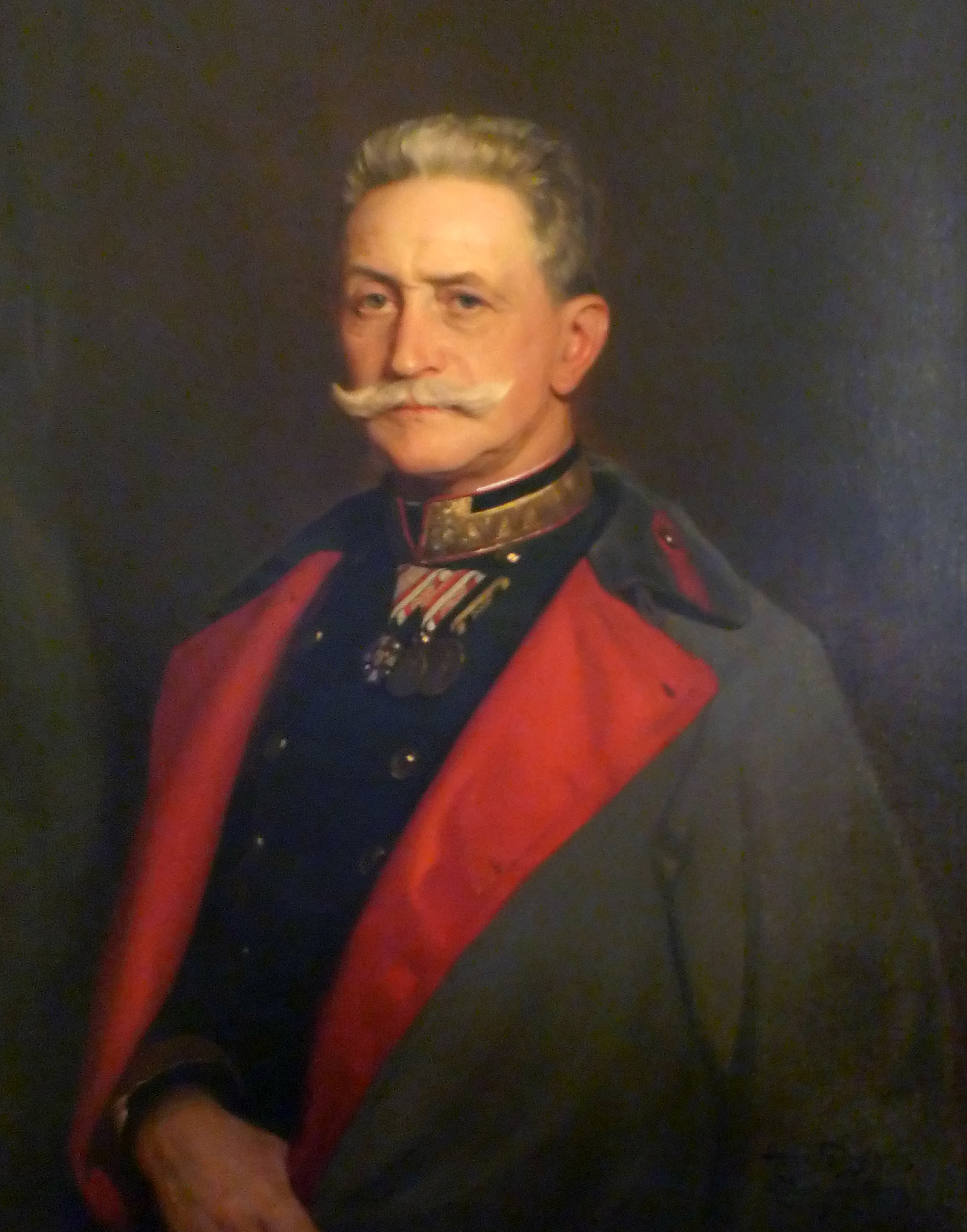
Porträt von Franz Conrad von Hötzendorf von Hermann Torggler, 1915

Hermann Torggler (* 27. Februar 1878 in Graz; † 1. April 1939 in Wien) war ein österreichischer Porträtmaler.

## Leben und Werk
Torggler studierte an der Akademie der Bildenden Künste in München unter Wilhelm von Diez und Gabriel von Hackl. Er war anfänglich stark von der Porträtmalerei des Franz von Lenbach beeinflusst. Torggler erhielt 1908 in Graz den Staatspreis und übersiedelte im selben Jahr nach Wien. Ein Jahr später führte ihn eine Studienreise nach Paris. Kurz darauf schuf er für die Folge „Die Kunst der Farbe“ des Verlages F. A. Ackermann-München eine Reihe Idealporträts, darunter Kaiser Wilhelm II., William Shakespeare, Friedrich Schiller, Richard Wagner, Ludwig van Beethoven, Wolfgang Amadeus Mozart und Franz Schubert.
Während des Ersten Weltkriegs war Torggler Kriegsmaler in der Kunstgruppe des k.u.k. Kriegspressequartiers (Aufnahme am 3. Jänner 1915; in den Standeslisten geführt bis Oktober 1918). Den Vorschriften des Kriegspressequartiers gemäß fertigte er in dieser Zeit hauptsächlich Porträts „der höheren Führer, besonders ausgezeichneter Offiziere und Mannschaftspersonen“ an. Mehrere dieser Werke befinden sich heute in den Sammlungen des Heeresgeschichtlichen Museums in Wien.
Torgglers Arbeiten waren von hoher Qualität und beim Wiener Hofkreis und dem gehobenen Bürgertum sehr beliebt. So porträtierte er u. a. die Fürstin Eleonore Auersperg-Goldegg, Fürst Hugo Weriand Windisch-Graetz, die Prinzessinnen Lotte und Netti von Fürstenberg-Donaueschingen, Herzog Johann Albrecht von Mecklenburg, den Generalobersten Franz Conrad von Hötzendorf, und viele mehr.

## Werke (Auszug)
- Porträt Franz Conrad von Hötzendorf, 1915. Öl auf Leinwand, 80 × 66 cm, Heeresgeschichtliches Museum, Wien.[4]